# 第一次日韓協約
第一次日韓協約（だいいちじにっかんきょうやく、朝鮮語: 제1차한일협약 / 第一次韓日協約）は、日露戦争中の1904年（明治37年）8月22日に日本と大韓帝国（以下:韓国、李氏朝鮮）が締結した協約。
これにより韓国政府は、日本政府の推薦者を韓国政府の財政・外交の顧問に任命しなければならなくなった。
協約締結に際しての日本側の代表は日本政府特命全権公使の林権助、韓国側の代表は外部大臣尹致昊であった。
締結時の正式名称は、韓日外国人顧問傭聘に関する協定書（かんにちがいこくじんこもんようへいにかんするきょうていしょ、朝鮮語: 한일외국인고문용빙에관한협정서 / 韓日外國人顧問傭聘에關한協定書）。

## 概要
この協約が締結されたとき、日露戦争は未だ継続中であったが、朝鮮半島での日露の戦闘は日本軍の勝利という結果で終了し、韓国は事実上、日本の占領下に入っていた。
協約の内容は、大韓帝国(韓国)政府は日本政府の推薦する日本人1名を財務顧問に、外国人1名を外交顧問として雇い、その意見に従わなければならない、また、外交案件については日本政府と協議のうえ決定・処理しなければならないというものであり、韓国保護国化の第一歩となるものであった。これにより、大蔵省（現在の財務省）主税局長の目賀田種太郎が財務顧問に、アメリカ駐日公使館顧問であったダーハム・W・スティーブンスが韓国外交顧問に就任した。
しかし、韓国皇帝高宗はこれを良しとせず、ロシア帝国に密使を送った。また、1905年（明治38年）3月26日韓国皇帝によるロシア皇帝ニコライ2世宛の密書が発覚。
その後も高宗は、7月にロシア、フランスへ、10月にアメリカ合衆国、イギリスに密使を送った。
これらの行動を受けて日本は、韓国は外交案件について日本政府と協議することを定めた同協約第3条を遵守する意志がないと考え、日本が韓国の外交権を完全に掌握できる協約の締結を要求するようになり、日露が講和したポーツマス条約調印後の1905年11月17日に、日韓両国は第二次日韓協約を結んだ。